# 1億分の1の男
1億分の1の男（いちおくぶんのいちのおとこ）はフジテレビ系列26局（クロスネット局のテレビ大分とテレビ宮崎は除く。）で2007年12月31日（大晦日）に放送された特別番組である。

## 概要
2005年まで、フジテレビの大みそか特番にはPRIDE男祭りが放送されていたが、PRIDEの地上波放送打ち切りに伴い、2006年から2014年までおよび、RIZINの中継から撤退した2022年以降は逃走中を放送している。この番組はほぼ運だけで決まるゲーム番組であり、2007年最後の日に今までに残っている運を全て放出してもらい、賞金を手にしてもらおうというコンセプトである。
裏番組の『絶対に笑ってはいけない病院24時』（日本テレビ）や『K-1 PREMIUM 2007 Dynamite!!』（TBSテレビ）に押されたため、視聴率は3.2%と著しく低迷した（関東地区・ビデオリサーチ調べ）。

## 放送時間
2007年12月31日 21時00分 - 23時45分（JST）

## 出演者
- 爆笑問題（田中裕二・太田光）
- 渡辺和洋（フジテレビアナウンサー）
- 芸能人100名

## 登場したゲーム
- THE RED BALL!

全員参加のゲーム。箱の中に赤と青のボールが1個ずつ入っており、1回引いて赤のボールならば継続。青のボールならその時点で終了となる。10回連続で赤のボールを引くことが出来れば賞金200万円。（複数成功者が出た場合は成功者で山分け）確率は1024分の1と一番難しいが5人もの成功者を出した。
- O-CARD

ルーレットで選ばれた3人が挑戦。ディーラーの太田との対決方式で行う。まずプレイヤー側が1～7まであるカードを1枚引きオープンする。それを見て太田は1～6までのうち1枚のカードを出す。このカードが自分たちより大きいか小さいかを当てる。5回連続正解で賞金100万円。確率は22分の1。
- BLIND WALK

ルーレットで選ばれた1人が挑戦。かけると太田の映像しか見えない特殊メガネを着用した状態で30本のピンが並ぶ特設コースを歩く。1本でも倒すと失敗。ピンの密度は進むにつれ高くなる。音は聞こえるが指示を受けてはならない。倒さずにゴールできれば賞金100万円。確率は50分の1。
- LUCKY☆STAR

ルーレットで選ばれた5人が挑戦。5つの事柄のうち他の人に見せないよう1つを選択する。5人の選択をオープンし、誰も他の人と被らなければ成功。1人10万円の賞金が与えられる。確率25分の1。
- ATTACK NUMBER

ルーレットで選ばれた1人がプレイヤーに。指名された5人がストッパーとして参加する。6つのイスに各自座った後後ろで太田が1～6の番号を振り分ける。プレイヤーとストッパーが交互に番号をコールし、コールされた番号に座っていた人が退場となる。プレイヤーが最後まで残れば成功。賞金100万円。ストッパーはプレイヤーの番号を当てることが出来れば成功。当てた人に10万円が贈られる。確率6分の1。（ストッパーは6分の1～2分の1）
- DICE12

代表者3名がディーラーの太田に挑む。双方2個のダイスを振る。この時点で6のゾロ目の12が出れば勝利となる。双方振った後現在出た数字を見て3個目のダイスを振るか否かを選択できる。3個目のダイスの数字と先ほどのダイスの数字の合計が12に近い方の勝利。ただし、13を越してしまうと負け。勝利すれば100人の芸能人全員に1万円が与えられる。確率5分の1。